# Biatriospora marina
Biatriospora marina är en svampart som beskrevs av K.D. Hyde & Borse 1986. Biatriospora marina ingår i släktet Biatriospora, klassen Dothideomycetes, divisionen sporsäcksvampar och riket svampar.   Inga underarter finns listade i Catalogue of Life.